# Luohe
Luohe (chiń. 漯河; pinyin Luòhé) – miasto o statusie prefektury miejskiej we wschodnich Chinach, w prowincji Henan. W 2010 roku liczba mieszkańców miasta wynosiła 516 955. Prefektura miejska w 1999 roku liczyła 2 530 181 mieszkańców.